# Piscinas
Piscinas (en sard, Piscinas) és un municipi italià, dins de la província de Sardenya del Sud. L'any 2007 tenia 886 habitants. Es troba a la regió de Sulcis-Iglesiente. Limita amb el municipi de Giba, Masainas, Santadi, Teulada (CA), Tratalias i Villaperuccio.

## Administració
| Període | Identitat    | Partit        |
| ------- | ------------ | ------------- |
| 2005-   | Sandro Pinna | Llista Cívica |